# Fanny White
Fanny White, född 1823, död 1860, var en amerikansk kurtisan. Hon var mellan 1842 och 1859 en av de mest omtalade och framgångsrika kurtisanerna i New York, och en välkänd figur i staden, där hon blev en förmögen fastighetsägare.  Hon gifte sig 1859 med advokaten Edmon Blankman. Hennes död 1860 misstänktes vara ett giftmord och väckte sådant allmänt missnöje att en uppmärksammad mordutredning ägde rum. 